# Claudia Lynx
Shaghayegh Claudia Lynx (persană: شقایق کلدیا لینکس) n. 8 iunie 1982, Teheran, Iran) este un fotomodel și cântăreață din Iran. Ea trăiește în prezent în USA a fost aleasă Miss World. Claudia Lynx poate fi văzută împreună cu Martin Sheen, în serialul american The West Wing.